# Jesse Fuller
Jesse Fuller (12. března 1896 – 29. ledna 1976) byl americký zpěvák, kytarista a hráč na foukací harmoniku. Svou profesionální kariéru zahájil až počátkem padesátých let. Často vystupoval jako one-man band. Zemřel na srdeční chorobu ve svých devětasedmdesáti letech. Různé jeho písně nahráli například Grateful Dead („Beat It on Down the Line“), Janis Joplin („San Francisco Bay Blues“) nebo Bob Dylan („You're No Good“).